# Fusillades de Copenhague
Ne doit pas être confondu avec Fusillade de 2022 dans un centre commercial de Copenhague.
Les fusillades de Copenhague sont des attaques terroristes islamistes perpétrées dans la capitale du Danemark les 14 et 15 février 2015. 
La première a lieu le 14 février 2015, à 15 h 33. Elle se produit lors d'une conférence publique dont le thème est « Art, blasphème et liberté d'expression », organisée pour rendre hommage aux victimes de l'attentat contre Charlie Hebdo du 7 janvier 2015.
L'artiste Lars Vilks serait la principale cible de la fusillade. Les autres personnalités présentes sont la cofondatrice du mouvement féministe Femen, Inna Shevchenko, le député Jette Plesner Dali du Parti populaire danois et François Zimeray, l'ambassadeur de France au Danemark. Le réalisateur Finn Nørgaard est tué et trois policiers sont blessés. 
La seconde a lieu le 15 février 2015 à 0 h 50. Le même assassin tue une personne et blesse deux policiers devant la grande synagogue de Copenhague.
Il est abattu par la police quatre heures plus tard, lors d'un échange de coups de feu.

## Contexte
Ces fusillades s'inscrivent dans le contexte d'une série d'attaques commises par des terroristes djihadistes contre des caricaturistes dont la tête a été mise à prix par Al-Qaïda dans la péninsule Arabique comme c'était le cas pour Charb, tué lors de l'attentat contre Charlie Hebdo en janvier 2015, et comme c'est toujours le cas pour Lars Vilks « qui fait partie de la hit list » d'Al-Qaïda, mais aussi contre des juifs lors de la prise d'otages du magasin Hyper Cacher de la porte de Vincennes  à Paris précédant l'attaque de la Grande synagogue de Copenhague.
Lars Vilks est un artiste suédois connu pour avoir représenté la tête de Mahomet sur un corps de chien en 2007 dans le journal suédois Nerikes Allehanda. Le 15 septembre 2007, Abou Omar al-Baghdadi, chef de l'organisation de l'État islamique d'Irak met sa tête à prix. À la suite de cela, Vilks est sous protection policière depuis 2010.

## Première fusillade
Lors de la conférence « Art, blasphème et liberté d'expression » (danois : Kunst, blasfemi og ytringsfrihed) organisée par Vilks au Krudttønden dans le quartier d'Østerbro à Copenhague le 14 février 2015, des tirs d'armes automatiques provoquent la mort d'un participant, Finn Nørgaard, et blessent trois policiers. Au moins 30 impacts de balles sont visibles dans la fenêtre du café, un endroit populaire, connu pour des concerts de jazz.
Les participants à l'événement comprennent l'ambassadeur de France François Zimeray, l'activiste Femen Inna Shevchenko, qui était en pleine intervention lorsque la fusillade a eu lieu, Niels Ivar Larsen, éditorialiste au Dagbladet Information, et une organisatrice, Helle Merete Brix, cette dernière décrivant l'attaque comme visant Vilks.
Après l'attaque, le suspect vole une Volkswagen Polo V de couleur noire pour s'enfuir. La police avertit les témoins de leur communiquer directement les informations sans s'approcher du véhicule. La voiture est ensuite retrouvée abandonnée à quelques kilomètres.

## Seconde fusillade

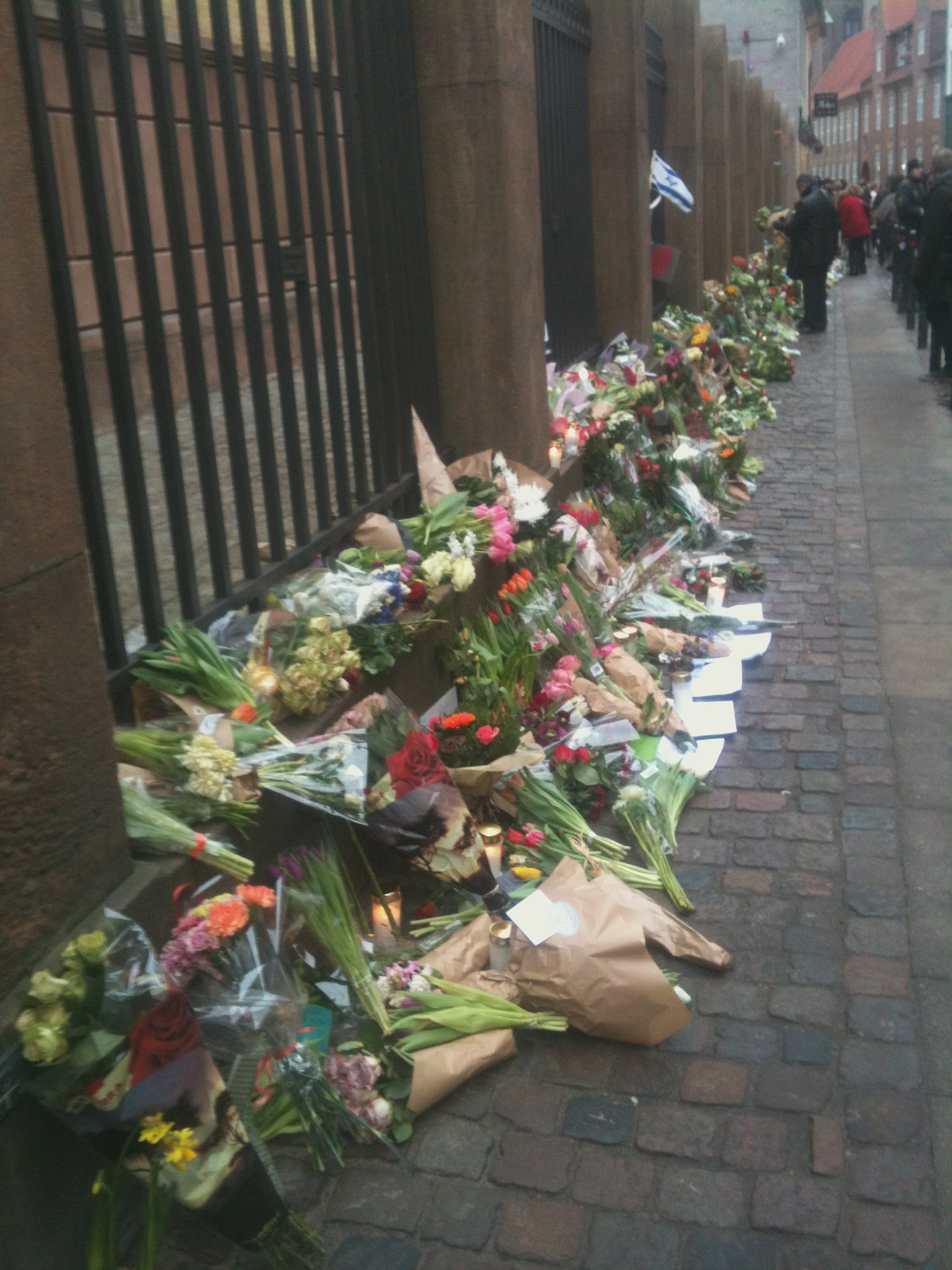
Fleurs en face de la Synagogue de Copenhague le lendemain de la fusillade.

À 0 h 50 le 15 février 2015, neuf heures après la première fusillade au Krudttønden, une nouvelle fusillade a lieu à la Grande synagogue de Copenhague. Le tireur n'a pas cependant réussi à pénétrer dans la synagogue, qui était pleine. Il a abattu d'une balle dans la tête un garde resté à l'extérieur et blessé aux bras et aux jambes deux policiers de la PET,.

## Mort du terroriste
L'auteur des fusillades, Omar Abdel Hamid El-Hussein, est abattu par des policiers, le 15 février, vers 5 h du matin, alors qu'il se rendait dans un appartement surveillé depuis que le suspect avait été identifié, près de la gare de Nørrebro, et après qu'il a ouvert le feu sur eux.
Il était déjà connu des services de police pour détention d'armes illégales et actes de violence. Il aurait appartenu à un gang de jeunes musulmans, les Brothas, selon Metronews. Les Danois s'inquiètent que des fleurs aient été déposées à l'endroit où il a été abattu.

## Victimes
- Le réalisateur Finn Nørgaard, 55 ans, qui a été tué dans l'attaque au Krudttønden[16]. Nørgaard réalisait et produisait des documentaires pour la télévision danoise[17].
- Un civil de 38 ans, Dan Uzan, tué dans l'attaque de la Grande Synagogue[18]. Il s'agit d'un membre de la communauté juive d'origine israélienne et danoise, qui gardait l'entrée lors d'une cérémonie de bar mitzvah à laquelle assistaient environ 80 personnes[19].
- Trois policiers blessés lors de la première fusillade et deux lors de la seconde.